# Atomski radijus
Atomski radijus predstavlja polovicu međuatomske udaljenosti dva istovrsna atoma.
Radijus (lat. radius) u prijevodu na hrvatski jezik polumjer, polupromjer.
Atomi i molekule nemaju oštrih granica. Kao obujam slobodnog atoma obično se definira onaj obujam koji sadrži 90 % elektronskog oblaka. 
U vezanim sustavima teže je definirati atomski polumjer zbog prekrivanja elektronskih oblaka susjednih atoma.
Eksperimentalna istraživanja pokazuju da udaljenost Dik normalne kovalentne veze Ai-Bk
ne ovisi o molekuli čiji su atomi A i B konstituenti. Zato se svakom atomu može pridružiti određeni Ri, tako da važi Dik=Ri-Rk.
Razmak atoma je prikazan zbrojem njihovih polumjera.
S druge strane treba razlikovati i vrstu veze zbog razlike u distribuciji elektrona.